# Makoto Kanoh
Makoto Kanoh (加納 誠), parfois crédité sous les noms « M. Kanoh » et « Makoto Kanō », est un créateur de jeux vidéo. Il est notamment le concepteur de scénarios et de personnages pour Metroid et Super Metroid.

## Liste de jeux
- Metroid (1986)
- Kid Icarus (1986)
- Balloon Kid (1990)
- Metroid II: Return of Samus (1991)
- Super Mario Land 2: 6 Golden Coins (Designer graphismes, 1992)
- Wario Land: Super Mario Land 3 (1994)
- Super Metroid (1994)
- Teleroboxer (1995)
- Mario Party (1998)
- Famicom Tantei Kurabu Part II: Ushiro ni Tatsu Shoujo (1998)
- Mario Party 2 (1999)
- Pokémon Stadium 2 (2000)
- Paper Mario (2000)
- Mario Party 3 (2000)
- Wave Race: Blue Storm (2001)
- Super Smash Bros. Melee (2001)
- Mario Party-e (2003)